# Eupyrgus
Famille
Genre

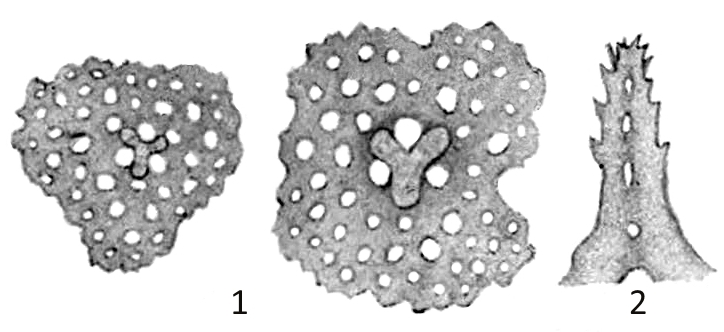

Eupyrgus est un genre d'holothuries de l'ordre des Molpadida, le seul de la famille des Eupyrgidae.

## Liste des espèces
Selon World Register of Marine Species (4 juin 2014) :
- genre Eupyrgus Lütken, 1857
  - Eupyrgus pacificus Östergren, 1905
  - Eupyrgus scaber Lütken, 1857